# Angelika Angermeier

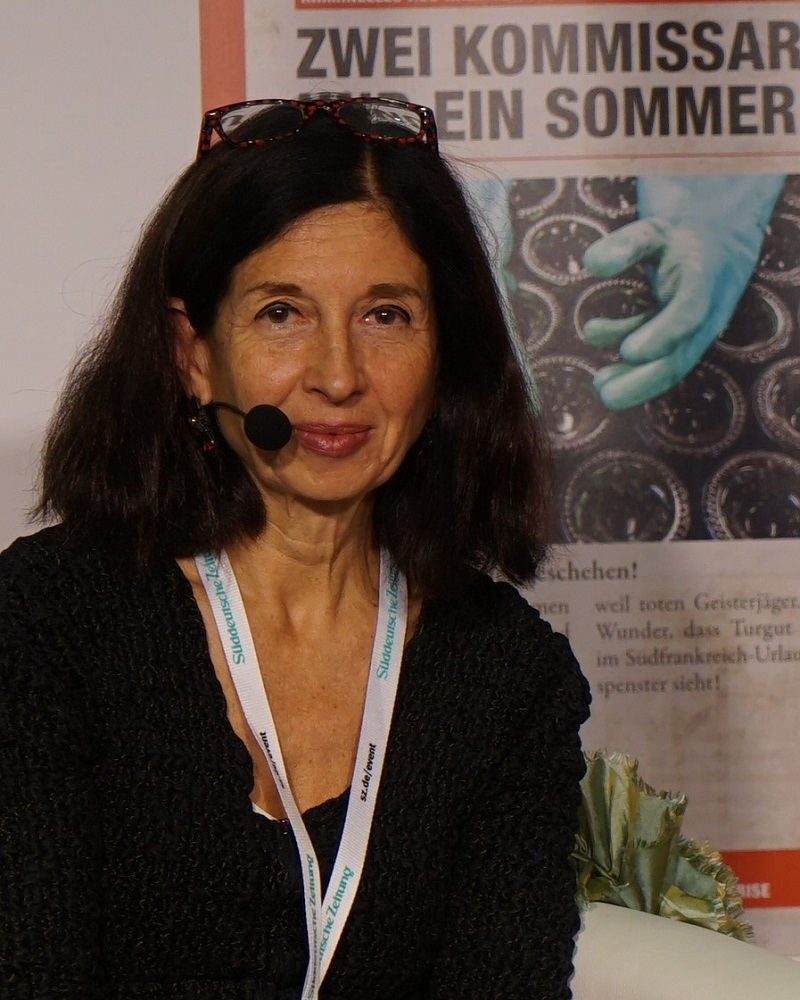
Angelika Angermeier (2021)

Angelika Angermeier (* 1962 in München) ist eine deutsche Schriftstellerin und Krimiautorin.

## Leben und Werk
Angelika Angermeier wurde 1962 in München geboren und wuchs in Niederbayern auf. Sie lebte sechs Monate auf einem Weingut in der Toskana und besaß mit 25 Jahren eine Taverne auf der Insel Nisyros. Danach studierte sie Innenarchitektur und absolvierte eine Ausbildung zur Pressereferentin.
Angermeiers Onkel war Psychologe und Gutachter an einer Justizvollzugsanstalt in Straubing. Ihre ersten Werke wurden in Anthologien veröffentlicht. Im Dezember 2020 debütierte sie mit drei Krimis im Band Zwei Kommissare und ein Sommer. Die Regionalkrimis um die Ermittler Turgut Yilmaz und Sabine Klein spielen im Rhein-Main-Gebiet.
Angermeier lebt im Rhein-Main-Gebiet und veranstaltet auch Krimiwanderungen. Sie ist Mutter von zwei Kindern.

## Werke
- Zwei Kommissare und ein Sommer. Peter Meyer Verlag, Saulheim 2020. ISBN 978-3-89859-601-5.
- Zwei Kommissare auf falscher Spur. Peter Meyer Verlag, Saulheim 2022.
- Zwei Kommissare und drei Leichen. Peter Meyer Verlag, Saulheim 2022.